# Bataille de Bautzen (1813)
Pour les articles homonymes, voir Bataille de Bautzen.
Sixième Coalition
Batailles
Campagne de Russie (1812)
- Liste des batailles
- Mir
- Moguilev
- Ostrovno
- Vitebsk
- Kliastitsy
- Smolensk
- 1re Polotsk
- Valoutina Gora
- Moskova
- Moscou
- Winkowo
- 2e Polotsk
- Maloïaroslavets
- Gorodnia
- Czaśniki
- Viazma
- Smoliani
- Krasnoï
- Bérézina

Campagne d'Allemagne (1813)
- Dantzig
- Lunebourg
- Möckern
- Lützen
- Bautzen
- Reichenbach
- Haynau
- Luckau
- Hoyerswerda
- Lauenbourg
- Goldberg
- Gross Beeren
- Katzbach
- Dresde
- Kulm
- Dennewitz
- Peterswalde
- Liebertwolkwitz
- Leipzig
- Hanau
- Sehested
- Torgau
- Hambourg

Campagne de France (1814)
- Sainte-Croix-en-Plaine
- Besançon
- Mayence
- Metz
- Saint-Avold
- 1re Saint-Dizier
- Brienne
- La Rothière
- Campagne des Six-Jours (Champaubert
- Montmirail
- Château-Thierry
- Vauchamps)
- Mormant
- Montereau
- Bar-sur-Aube
- Saint-Julien
- Laubressel
- Berry-au-Bac
- Craonne
- Coutures
- Laon
- Soissons
- Mâcon
- Reims
- Saint-Georges-de-Reneins
- Limonest
- Arcis-sur-Aube
- Fère-Champenoise
- 2e Saint-Dizier
- Meaux
- Claye
- Villeparisis
- Paris

- Feistritz
- Caldiero (en)
- Trieste
- Mincio

- Hoogstraten (de)
- Anvers
- Berg-op-Zoom
- Courtrai

La bataille de Bautzen (appelée bataille de Wurschen sur l’arc de triomphe de l'Étoile) est une victoire française des troupes de Napoléon Ier remportée les 20  et 21 mai 1813 sur les troupes russo-prussiennes commandées par le général russe Wittgenstein. Malgré les effectifs très supérieurs de l’armée française et les mauvaises décisions de l’adversaire, Napoléon ne peut remporter qu’une victoire incomplète, alors qu’il était en mesure de remporter une victoire décisive, principalement à cause du maréchal Ney. Elle a lieu dans le cadre de la guerre de la Sixième Coalition.

## Campagne précédant la bataille
Après la désastreuse retraite de Russie, les coalisés reprennent les armes contre la France. Le 2 mai, les armées prussiennes et russes ont déjà été battues à Lützen, mais les fortes pertes en cavalerie de la retraite de Russie ont empêché Napoléon d’en faire un succès complet, la poursuite n’ayant pu avoir lieu.
Le général Wittgenstein commence par faire retraite sur la rive droite de l’Elbe ; après quelques tergiversations des Prussiens qui veulent couvrir Berlin, l’armée prussienne se regroupe finalement avec les Russes (sous l’impulsion de Frédéric-Guillaume) à Bautzen du 10 au 13 mai, sous la protection de l’arrière-garde de Miloradowitch, qui retient le maréchal Macdonald (les Russes sont délogés de leur position au combat de Godan, le 15 mai). Ils y sont rejoints le 16 mai par Barclay de Tolly. L’armée coalisée s’y fortifie, pour y donner bataille en forte position, tout en étant à proximité de l’Autriche, dont on attend l’entrée en guerre, et à même de recevoir des renforts russes.
De son côté, Napoléon remet ses troupes en état jusqu’au 10 mai, en établissant des dépôts, notamment à Dresde, en faisant construire plusieurs ponts sur l’Elbe. Manquant de cavalerie, il a peu de renseignements.
À partir du 11 mai, il passe sur la rive droite de l’Elbe. Ney, avec une armée composée des 2e, 3e, 5e, 7e corps d’infanterie et du 2e corps de cavalerie (soit 85 000 hommes), marche au nord, pour faire croire à une attaque sur Berlin ; l’armée principale, dirigée par Napoléon, rassemble les 4e, 6e, 11e et 12e d’infanterie, la Garde impériale et le 1er corps de cavalerie (120 000 hommes), et suit l’armée russo-prussienne. Après le combat d’arrière-garde du 15 mai (Macdonald et Miloradowitch), Napoléon comprend que l’ennemi accepte la bataille, et donne des ordres pour rassembler le maximum de troupes à Bautzen. Il fait parquer les attelages (génie, artillerie) et établir des hôpitaux sur la rive gauche de l’Elbe le 18, pendant que ses corps arrivent les uns après les autres à Bautzen.
Le 19 mai, les Coalisés sont solidement établis sur la rive droite de la Sprée, de part et d’autre de Bautzen. Wittgenstein envoie Barclay de Tolly avec le duc d’York (22 000 hommes au total) pour détruire le 5e corps français. Ce corps part à minuit, et rencontre dans l’après-midi, à Koenigswartha, la division italienne (commandée par le général Peyri), complètement surprise. Le général Peyri est fait prisonnier et les trois brigadiers sont tués. L’arrivée du 3e (maréchal Ney) et du 5e corps (division Maison du corps de général Lauriston) qui affronte les Prussiens à Wartha (de), empêche la destruction totale de la division italienne, qui perd 3 000 hommes (tués, blessés, prisonniers). Ces combats durent jusqu'à onze heures et minuit. Sur leurs 12 000 soldats engagés, les coalisés perdent 3 500 hommes ; les Français perdent 5 000 hommes sur les 15 000 engagés (dont 2 000 du 5e corps).

## La bataille

### Positions et plan de Wittgenstein
L’armée coalisée est disposée du sud au nord sur la rive droite de la Sprée. Le général russe a fait fortifier les collines autour de Bautzen : le but est de tenir là où Napoléon attaquera, et de contre-attaquer là où la pression sera moins forte avec les réserves de la Garde russe.
Le corps de Miloradowitch tient la première ligne, de part et d’autre de Bautzen, avec sous ses ordres 25 000 hommes et les généraux Saint-Priest, Kleist et prince Eugène de Wurtemberg.
La position principale, soutenue par des retranchements et des redoutes, en arrière de Bautzen, est défendue par 40 000 hommes (dont 9 000 d’York, encore en chemin revenant du combat de Wartha). Les chefs de corps sont Kleist, Blücher, le duc d’York. L’aile droite (9 000 hommes) est placée sur un terrain plat, entre la Sprée et une petite rivière, sans point d’appui, et commandée par Barclay de Tolly. La réserve est constituée de la Garde impériale russe.
Au total, le front est de 15 km. Bien que fortement défendue au centre et à droite (sauf à l’extrême droite), la ligne coalisée, trop longue et coupée de marais et d’étangs, est difficile à tenir face à des effectifs doubles. Wittgenstein compte donc attaquer dès qu’il le pourra. Les communications sont gênées en arrière ; son extrême droite, sans point d’appui, est son point faible.

### Premier jour
Napoléon décide de commencer la bataille le 20 mai : Ney, qui doit attaquer la droite de l’adversaire, arrive en position (voir combats de la veille). Cela lui permet d’entamer les forces de l’ennemi dans la journée, avant de le tourner le lendemain et d’avoir l’après-midi pour poursuivre l’ennemi.
Son aile droite (12e corps du maréchal Oudinot) attaque donc à midi ; le 11e mène l’assaut sur Bautzen, sans réussir ; le 6e corps de Marmont passe la Sprée, protégé par le feu de 60 pièces, et refoule le prince Eugène de Wurtemberg (vers 16 heures). Sa division Compans pénètre alors à revers dans Bautzen, évacué en catastrophe par les Russes. Le 11e corps peut alors avancer.
Plus au nord, le 4e corps de Soult est retenu toute la journée par Kleist, soutenu par Blücher. Seul le 23e de ligne, de la brigade Morand, parvient à s’établir avec de l’artillerie sur la rive droite de la Sprée. Mais l’avancée du 6e corps (et la prise de Burck par la division Bonnet), oblige Kleist à faire retraite, et permet au 4e corps de franchir la Sprée.
À la tombée de la nuit (19 heures, l’heure d’été n’existant alors pas, soit environ 21 heures actuellement), le 12e corps occupe les points d’appui de l’extrême-gauche coalisée. L’état-major russe, dont le prince Alexandre, pensant que le danger principal vient de là, fait envoyer par Wittgenstein (à contrecœur), 3 500 hommes de la réserve. Avec ce renfort, Miloradowitch repousse Oudinot, les combats durant jusqu’à 22 heures (minuit moderne).
Au nord, l’armée de Ney a progressé, la division Souham ayant chassé un détachement russe du bourg de Klix.
Au soir du 20, Miloradowitch occupe l’aile gauche fortifiée ; York et Blücher le centre et la droite, avec Kleist passé en réserve ; et Barclay, l’extrême-droite.

### Deuxième jour
Le plan de Napoléon est alors :
- de faire attaquer à droite les 12e et 11e corps, afin de distraire l’ennemi (et d’y faire envoyer des renforts)
- de faire déboucher l’armée de Ney au Nord, qui prend à revers l’aile droite de Wittgenstein (commandée par Blücher)
- le centre (partie du 11e corps, les 6e et 4e corps, la cavalerie de La Tour-Maubourg, la Garde) attend face aux positions ennemies, trop puissamment défendues pour être emportées d’assaut sans de fortes pertes (Napoléon a sûrement en mémoire les batailles de Lutzen ou de La Moskowa), puis donnera l’attaque principale lorsque l’ennemi se verra tourné.

Napoléon voit tout le champ de bataille, sauf la partie Nord, où opère Ney, dont il est séparé par une heure et demie à cheval. Le point déterminant du plan, le débordement inattendu par l’aile droite de l’ennemi, repose entièrement sur Ney livré à lui-même.
La journée commence selon ce plan : Ney dévale au nord, tandis qu’Oudinot attaque au sud, pas trop fermement. En conséquence, le tsar Alexandre Ier envoie 4 500 hommes de sa Garde en renfort, ne gardant que 11 000 hommes en réserve, dont moins de 6 000 fantassins, dès le début de la bataille. Miloradowitch repousse Oudinot, qui garde en réserve la division bavaroise. Les divisions Fressinet et Gérard, du 11e corps, l’appuient, et limitent le recul.
Au nord, la division Maison est engagée assez tôt à Klix (traversée par la division Souham du 3e corps la veille), mais le général Lauriston ne l’appuie pas. Le 3e corps, commandé par Ney, arrive alors en soutien (divisions Souham et Delmas), et repousse Barclay, qui demande du renfort, sans en obtenir. Il est alors défait par l’avancée des 3e et 5e corps. Alors que le plan prévoyait l’occupation de Preititz (de) à 11 h, dès 10 h la division Souham l’occupe. Le reste des corps Lauriston et Ney avance plus prudemment, ce qui oblige Souham à reculer devant Kleist, envoyé en renfort par Blücher.
Le centre français attaque à ce moment (midi). Il progresse grâce aux positions en hauteur acquises la veille, puis vers 14 heures, il lance l’attaque à fond. Ney comprend qu’il est couvert, et qu’il peut attaquer. Mais il le fait faiblement. La retraite de Blücher, faite avant 15 heures, peut se dérouler en bon ordre. En effet, Ney appuie sur sa droite, et son 3e corps suivi du 5e se précipitent sur les positions libérées par Blücher, et sèment le désordre dans le 4e corps de Soult.
L’aile gauche coalisée commence à faire retraite vers 15 ou 16 heures, faiblement poursuivie par Oudinot, dont les forces combattent durement depuis deux jours. Vers 17 heures, Ney attaque enfin dans le bon sens avec les 3e, 5e et 7e corps, mais les Russes et les Prussiens avaient déjà entamé leur retraite, et ne sont donc pas débordés, et la cavalerie de La Tour-Maubourg ne peut jeter le désordre dans les carrés coalisés en ordre parfait.
Sur ces deux jours, les coalisés perdent environ 17 000 hommes, contre 15 000 aux Français. Avec les engagements du 19, les pertes sont équilibrées à 20 000 hommes de part et d’autre.
Wittgenstein opère une bonne manœuvre à Bautzen, en détournant Ney de Berlin, tout en prenant du repos quelques jours dans une position forte. Il commet une faute lourde en livrant bataille, son front étant trop allongé, sa supériorité en cavalerie lui aurait permis de faire à nouveau une retraite en toute sécurité, en attendant des renforts.
La destruction de l’armée coalisée est évitée par une négligence de l’Empereur, qui ne rappelle pas immédiatement dans les manœuvres précédant la bataille la totalité de l’armée de Ney. Le 7e corps de Reynier (9 000 hommes) n’arrive ainsi à Bautzen que le 21 à 14 heures, et le 2e corps de Victor (13 000 hommes) et la cavalerie de Sébastiani n’arrivent que le 22, soit 20 000 hommes qui manquent à l’armée française. Évidemment, la manœuvre aurait réussi si Ney avait appuyé son avancée dans la bonne direction et à temps. Mais les ordres de Napoléon et de Berthier ont été trop laconiques pour le maréchal, qui bien qu’excellent meneur d’hommes n’était pas un grand stratège.
Enfin, seuls 80 000 des 180 000 soldats français présents sur le champ de bataille combattent réellement, une partie de ceux de Ney comme le centre français n’étant jamais au contact. Pour le centre français, on peut l’expliquer par le fait que Napoléon voulait au contraire faire quitter aux Russes leur forte position pour limiter ses propres pertes. Ney, ayant marché trop lentement, et attaqué de façon brouillonne, arrive au complet sur le champ de bataille mais trop tard.

## Poursuite
Elle est incomplète pour deux raisons :
- elle commence le lendemain (si on excepte les combats de nuit entre postes des deux camps, restés mêlés après la bataille)
- depuis la campagne de Russie, la France manque de cavalerie.

Le 22 mai, a lieu la bataille de Reichenbach : elle oppose le 7e corps de Reynier, la Garde impériale française et le corps de cavalerie de Latour-Maubourg au corps du prince Eugène de Wurtemberg. C’est une faible victoire française, marquée par la mort à l’état-major des généraux Duroc et Kirgener du Planta, chef d’état-major du génie de la Garde, tués par un boulet perdu à quelques mètres de l’Empereur. Quelques minutes avant, le général Bruyères avait eu les deux jambes emportées par un boulet.
Le 25 mai, Wittgenstein est relevé de son commandement et placé à la tête d’un corps d’infanterie. Il est remplacé par Barclay.
Le 26 mai, la division Maison est battue par la cavalerie du général Ziethen dans une embuscade à Haynau.

## Armistice
Un armistice est conclu le 2 juin pour sept semaines.

### Source
Cet article est rédigé d’après le livre du commandant Lanrezac, La Manœuvre de Lutzen, publié en 1898. 